# Baris (Schiffstyp)
Baris (altgriechisch Βᾶρις = Baris, Plur. Baren) bezeichnet einen ägyptischen Lastkahn. Er wurde zuerst von dem antiken, griechischen Historiker Herodot, der Mitte des 5. Jahrhunderts v. Chr. Ägypten besuchte, beschrieben. Die Existenz des von Herodot beschriebenen Schiffs wurde von einigen Forschern in Frage gestellt. 2003 wurde jedoch ein Schiff entdeckt, das stark an seine Beschreibung erinnert.

## Herodots Beschreibung
Herodot berichtete, dass die Lastschiffe aus Akazienholz (Acacia nilotica) gebaut wurden. Aus dem harten Holz sägte man etwa 1 m lange Bretter und baute aus ihnen den Schiffsrumpf auf, indem man die Bretter versetzt aneinanderfügte. Querstreben versteiften den Rumpf und mit Papyrus wurden die Fugen abgedichtet. Herodot betonte, dass die Baren nur über ein Steuerruder verfügten, da die griechischen Schiffe stets mit zwei Rudern ausgestattet waren. Im Schiffsboden gab es eine Öffnung, durch die das Ruder geführt wurde. Die Lastschiffe hatten einen Mast aus Akazienholz mit einem Segel aus Papyrus.
Nur bei kräftigem Nordwind konnten die Schiffe gegen den Strom nilaufwärts fahren. Sonst wurden sie gegen die Strömung getreidelt. Flussabwärts benutzte man eine Art Tür aus Tamariskenholz, die mit Schilfrohr überflochten war. Sie war mit einem Seil am Bug des Schiffs befestigt und wurde ins Wasser gelassen, so dass die Strömung gegen die Tür drückte und das Schiff so fortbewegte. An einem zweiten Seil war am Heck ein durchbohrter Stein von zwei Talent, also etwa 52 kg, befestigt, der auf den Grund des Flusses gelassen wurde. Durch die Bremswirkung behielt das Schiff sein Bug stets flussabwärts. Dieser Schiffstyp soll sehr häufig gewesen sein, und einige Schiffe sollen eine Tragfähigkeit von mehreren Tausend Talenten (1000 Talente entsprechen etwa 26 t) gehabt haben.

## Archäologischer Nachweis
In dem versunkenen Hafen der antiken ägyptischen Hafenstadt Herakleion wurden bisher 63 Schiffswracks gefunden. Schiff 17 ist das erste dieser Schiffe, das systematisch erforscht wurde. Es wurde 2003 von dem Institut Européen d’Archéologie Sous-Marine entdeckt und zwischen 2009 und 2011 in einer Tiefe von 7 bis 8 m ausgegraben. Schiff 17 war eines von etwa 12 Schiffen gleicher Bauart, die versenkt wurden, um das Land zu befestigen oder ein Hafenbecken aufzuteilen. Der Fundort ist heute 6 km von der nächsten Küste entfernt.
Über dem Schiff wurde über die Jahrtausende Lehm und darüber Sand abgelagert. Hierdurch erklärt sich der gute Erhaltungszustand des Schiffes. Mit der Radiokarbonmethode konnte das Schiff mit 95 %iger Wahrscheinlichkeit in die Zeit von 804 bis 416 v. Chr. (kalibriert) datiert werden. Man fand keine Gegenstände, die man dem Schiff zuordnen konnte. Man fand aber direkt über dem Schiff eine korinthische und eine ägäische Amphore aus der Mitte des 4. Jahrhunderts v. Chr. Das Schiff musste also vor dieser Zeit gesunken sein. Unter dem Schiff fand man Keramik aus der Mitte des 5. Jahrhunderts v. Chr. Aus Sale-Lease-Back-Verträgen aus dem römischen Ägypten, sogenannten Misthoprasies, weiß man, dass die Schiffe bis zu 50 oder 60 Jahre lang verwendet wurden. Hieraus ergibt sich, dass Schiff 17 Ende des 6. oder im 5. Jahrhundert v. Chr. gebaut und irgendwann zwischen dem 5. und der ersten Hälfte des 4. Jahrhunderts versenkt wurde. Nach der Versenkung wurden 14 Pfeiler durch den Schiffsrumpf geschlagen, um die Basis für den Bau einer Mole zu schaffen.
Bei den Ausgrabungen wurden 70 % des Schiffs freigelegt. Die Länge des erhaltenen Wracks beträgt heute noch 25,20 m und die Breite 9,40 m. Wie von Herodot überliefert war der Nilfrachter aus Akazienholz gebaut. Das Schiff verfügte über einen Proto-Kiel, bei dem die Breite größer ist als dessen Dicke. Der Proto-Kiel war aus 12 Segmenten gebaut und verjüngt sich vom Heck zum Bug. Durch eine von zwei Bohrungen im hinteren Teil des Proto-Kiels wurde das axiale Ruder geführt. Der Rumpf war halbmondförmig, etwa 27–28 m lang, 8 m breit und hatte einen Tiefgang von 1,60 m. Bei einer maximalen Verdrängung von 150 t konnte das Lastschiff 112 t Fracht laden. Als Frachtschiff verfügte Schiff 17 über kein Deck. Am Rumpf fand man keine Spuren des Schiffsbohrwurms, weshalb man davon ausgeht, dass das Schiff nur auf dem Nil und nie auf dem Meer verwendet wurde.